# Урбанський Олександр Ігорович
Олександр Ігорович Урба́нський (нар. 3 січня 1982, Одеса) — український підприємець і політик. Президент Благодійного фонду Урбанського "Придунав'є", комерційний директор ТОВ «Судноремонтне підприємство "Дунайсудносервіс"». Народний депутат України 8-го скликання (з листопада 2014), обраний у 143 виборчому окрузі, безпартійний, суб'єкт висування — «Сильна Україна». З 4 грудня 2020 року - депутат Одеської обласної ради VIII скликання від політичної партії "За Майбутнє". 24 грудня 2020 року обраний заступником голови Одеської обласної ради.

## Життєпис
Батько — Ігор Урбанський, директор компанії «Каалбай Ґруп» (Kaalbye Group), що працює у галузі морських перевезень, колишній заступник міністра транспорту та зв'язку України (2007—2009).
Олександр Урбанський закінчив середню школу № 121 (Одеса, 1988—1998 рр.). У 1998—2000 рр. навчався в Bedford Bording School, м. Бедфорд, Велика Британія. З 2000 по 2003 рік навчався в Плімутському університеті (Plymouth University), Плімут, Велика Британія. Факультет — Управління морським транспортом і морське право. Спеціальність — «морський юрист». Отримав диплом бакалавра з відзнакою. Упродовж 2003—2005 років учився на магістратурі в Московському державному інституті міжнародних відносин, отримав диплом магістра. Факультет — Міжнародного бізнесу та ділового адміністрування. З 2011 року навчається в Institute Of Chartered Shipbrokers, Велика Британія. Заочна освіта в Британському університеті. Факультет фрахтування. Спеціальність після закінчення — брокер із фрахтування.
Вже у 23-річному віці став радником Міністра економіки з питань транспорту (2005—2006); потім — заступник голови Ради директорів ТОВ «Морський Бізнес Центр» з технічних питань (2006—2008), заступник директора Одеського філіалу АКБ «Східно-Європейський банк» (2008—2009). Працював у компанії «Каалбай», що належить батькові, заступник директора ТОВ «Каалбай Логістікс» (2010—2012), заступник директора ТОВ «Південний-Сенат» (2013). На момент виборів — директор ТОВ «Судноремонтне підприємство "Дунайсудносервіс"» (Ізмаїл).

## Громадсько-політична діяльність
Переміг на виборах до Верховної Ради 2014 в 143 виборчому окрузі (м. Ізмаїл, Ізмаїльський район, Ренійський район, частина Болградського району), отримавши 30,64 % голосів «за». Найближчий суперник, Олександр Дубовой, отримав 24,78 % голосів.
У 2019 році участі у виборах до Верховної Ради 2019 не брав. Зате балотувався його старший брат - Анатолій Урбанський, який отримав перемогу і став представником 143 виборчого округу в парламенті IX скликання.
У 2020 році на місцевих виборах обраний депутатом Одеської обласної ради від політичної партії "За Майбутнє".
24 грудня 2020 року обраний заступником голови Одеської обласної ради.

## Особисте життя
Мешкає в Одесі. Одружений, має двох дітей — сина і доньку.
Є старший брат - Анатолій Урбанський.